# Iryna Petrenko
Iryna Anatolijiwna Petrenko, geborene Warwynez (ukrainisch Ірина Анатоліївна Петренко (Варвинець); englisch Iryna Petrenko (Varvynets); * 4. Juli 1992 in Mochnatyn, Oblast Tschernihiw) ist eine ukrainische Biathletin. Ihr größter Erfolg ist der Gewinn der Silbermedaille mit der ukrainischen Staffel bei den Weltmeisterschaften 2017.

## Karriere
Iryna Petrenko gehört zu den erfolgreichsten Biathletinnen im Juniorenbereich der Ukraine ihrer Generation. Ihre ersten internationalen Rennen bestritt sie im Rahmen der Juniorenweltmeisterschaften 2009 in Canmore, wo sie 39. des Einzels, 27. eines Sprints und 28. der Verfolgung wurde. Mit Lidiya Shek und Julija Dschyma verpasste sie als Viertplatzierte knapp eine Medaille. Ein Jahr später wurde sie in Torsby 25. des Einzels, 21. des Sprints und der Verfolgung sowie mit Anastasiya Merkuschina und Julija Bryhynez Fünfte des Staffelbewerbs. Kurz daran nahm sie auch erstmals an den Juniorinnenrennen der Europameisterschaften 2010 in Otepää teil, wo sie 35. des Einzels, 29. des Sprints und 27. der Verfolgung wurde. Im weiteren Jahresverlauf nahm sie in Duszniki-Zdrój auch an den Juniorenrennen der Sommerbiathlon-Weltmeisterschaften 2010 teil und belegte die Plätze 22 im Sprint und 24 in der Verfolgung. Sehr erfolgreich verliefen die Juniorenweltmeisterschaften 2011 in Nové Město na Moravě. Petrenko wurde 13. des Sprints und verpasste als Sechste der Verfolgung und als Vierte des Einzels nur um wenige Ränge die Medaillenplätze. Mit Bryhynez und Merkuschyna gewann sie im Staffelrennen hinter Russland die Silbermedaille. Danach startete Petrenko wieder bei den Juniorenrennen der Europameisterschaften in Ridnaun, wo sie als Vierte des Einzels erneut knapp eine Medaille verpasste, Achte im Sprint und 20. in der Verfolgung sowie Siebte mit der Mixed-Staffel wurde. Im Sommer startete sie erneut bei den Juniorinnenrennen der Sommerbiathlon-Weltmeisterschaften 2011 in Nové Město na Moravě und verpasste auch hier mit Julija Dschyma, Wolodymyr Morawskyj und Oleksandr Dachno als Viertplatzierte knapp eine Medaille. In Sprint und Verfolgung wurde sie Siebte.

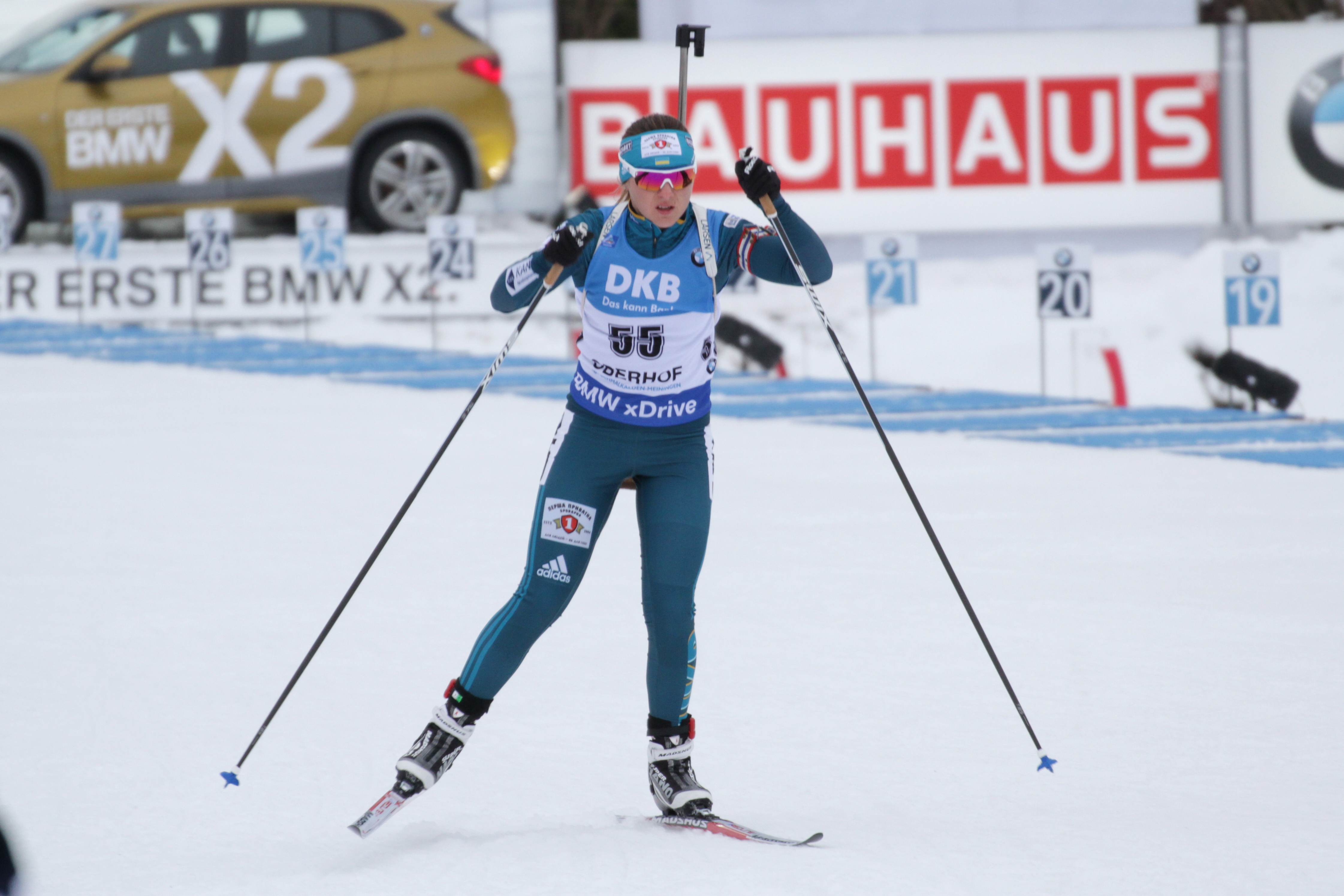
Petrenko 2018 in Oberhof

Besonders erfolgreich verliefen für Petrenko die Juniorinnenrennen der Europameisterschaften 2012 in Osrblie. Die Ukrainerin gewann im Sprint hinter Nija Dimitrowa die Silbermedaille, im Verfolgungsrennen den Titel. Den Medaillensatz komplettierte sie mit der Bronzemedaille im Mixed-Staffelrennen, die sie mit Merkuschina, Morawskyj und Dachno gewann. Im Einzel wurde sie Zehnte. Auch bei den Juniorenweltmeisterschaften 2012 in Kontiolahti gewann sie mit Alla Hylenko und Jana Bondar im Staffelrennen die Bronzemedaille. Im Einzel verpasste sie als Viertplatzierte gegen Jelena Badanina eine weitere Medaille nur knapp, im Sprint wurde sie 18., im Verfolgungsrennen Siebte. Bei den Juniorinnenrennen der Sommerbiathlon-Weltmeisterschaften 2011 in Ufa verpasste sie als Viertplatzierte im Sprint noch knapp die Medaillenränge, im Sprint hinter Olga Podtschufarowa sowie mit Bryhynez, Dachno und Dmytro Pidrutschnyj im Mixed-Staffelrennen mit hinter Russland gewann sie die Vizeweltmeistertitel. Letztmals an Juniorenweltmeisterschaften nahm Petrenko 2013 in Obertilliach teil und gewann dort mit Bryhynez und Hylenko hinter Deutschland die Vizeweltmeisterschaft. Im Sprint wurde Petrenko 23., in Verfolgung und Einzel 13. Bei den Juniorinnenrennen der Europameisterschaften 2013 in Bansko wurde sie 15., im Sprint Fünfte und im Verfolgungsrennen Achte. Für das Staffelrennen wurde sie zu den Frauen berufen.
Zum Auftakt der Saison 2010/11 gewann Petrenko in ihrem ersten Rennen bei den Frauen im IBU-Cup in Beitostølen mit Platz 17 in einem Sprint sogleich erste Punkte in der zweithöchsten Rennserie des internationalen Biathlons. Im folgenden Sprint schaffte sie mit Platz 16 in einem Sprint ihr bislang bestes Ergebnis im IBU-Cup. Ihr erstes Großereignis bei den Frauen waren die Europameisterschaften 2013, wo sie zunächst bei den Juniorinnen antrat, für das Staffelrennen aber in das Frauenteam berufen wurde. Mit Julija Dschyma, Jana Bondar und Marija Panfilowa gewann sie in dem Rennen die Bronzemedaille. Bei der Winter-Universiade 2013 im Trentino gewann sie Silber mit Jana Bondar, Witalij Kiltschyzkyj und Dmytro Pidrutschnyj in der Mixed-Staffel.
Im Weltcup debütierte sie für das ukrainische Team am 16. Januar 2014 im Damensprint in Antholz, wo sie den 61. Platz belegte. Das darauffolgende Weltcup-Rennen 2014 in Nové Město verlief nicht sehr erfolgreich.
In der Saison 2014/15 erzielte sie einige gute Ergebnisse im IBU-Cup, sodass sie einen Platz im Damen-Nationalteam erhielt. Sie nahm an der Damenstaffel in Oberhof teil und wurde als Schlussläuferin eingesetzt. Sie musste zwei Nachlader verwenden und hatte gute Chancen auf eine Medaille, doch aufgrund ihrer niedrigen Laufgeschwindigkeit belegte die Ukraine nur den 6. Platz. Dennoch erzielte sie gute persönliche Ergebnisse, erreichte regelmäßig die Punkteränge und einmal sogar einen Platz in den Top 10. Daher wurde sie in den Kader für die Weltmeisterschaften 2015 in Kontiolahti aufgenommen.
Am 17. Januar 2016 feierte sie ihren ersten Staffelsieg in Ruhpolding. Später im selben Jahr nahm sie an den Weltmeisterschaften 2016 in Oslo teil, wo ihr bestes Ergebnis ein 9. Platz im Einzel war. Seitdem ist sie ein fester Bestandteil der ukrainischen Nationalmannschaft.
Varvynets gewann eine Silbermedaille mit der Staffel bei den Weltmeisterschaften 2017 im österreichischen Hochfilzen. Sie startete dort allerdings nur in einem Einzelrennen und belegte den 20. Platz.
Bei den Olympischen Winterspielen 2018 wurde sie 73. im Sprint, in der Damenstaffel 11. und erreichte in der Mixed-Staffel den 7. Platz. Von 2018 bis 2020 befand sich die Athletin in Mutterschaftsurlaub, kehrte aber 2020 erfolgreich zum Wettkampfsport zurück.
Im August erlitt sie beim Training einen Beinbruch trug einen Monat einen Gips und musste im Anschluss eine langwierige Rehabilitation bestreiten. Sie verpasste dadurch die Sommer-Weltmeisterschaft in Estland und einen großen Teil der Vorbereitung für die Saison 2024/25. Sie kehrte erst am 6. Dezember 2024 bei einem IBU-Cup-Rennen in Eila zu den Wettkämpfen zurück. Ihr bestes Ergebnis in der laufenden Saison war ein 44. Platz in der Verfolgung in Antholz.
Im Februar 2025 wurde bei ihr Asthma diagnostiziert. Da nicht mit ihrer vollen Leistungsfähigkeit gerechnet werden könne, wurde sie für die olympische Saison 2025/26 nicht in das A-Team der ukrainischen Nationalmannschaft eingestuft, sondern in das B-Team.

## Statistiken

### Weltcupsiege
| Nr. | Datum         | Ort        | Disziplin |
| --- | ------------- | ---------- | --------- |
| 1.  | 17. Jan. 2016 | Ruhpolding | Staffel 1 |

### Weltcupplatzierungen
Die Tabelle zeigt alle Platzierungen (je nach Austragungsjahr einschließlich Olympische Spiele und Weltmeisterschaften).
- 1.–3. Platz: Anzahl der Podiumsplatzierungen
- Top 10: Anzahl der Platzierungen unter den ersten zehn (einschließlich Podium)
- Punkteränge: Anzahl der Platzierungen innerhalb der Punkteränge (einschließlich Podium und Top 10)
- Starts: Anzahl gelaufener Rennen in der jeweiligen Disziplin
- Staffel: inklusive Mixed- und Single-Mixed-Staffeln

| Platzierung              | Einzel | Sprint | Verfolgung | Massenstart | Staffel | Gesamt |
| ------------------------ | ------ | ------ | ---------- | ----------- | ------- | ------ |
| 1. Platz                 |        |        |            |             | 1       | 1      |
| 2. Platz                 |        |        |            |             | 2       | 2      |
| 3. Platz                 |        |        |            |             | 3       | 3      |
| Top 10                   | 2      | 1      | 1          |             | 15      | 19     |
| Punkteränge              | 7      | 15     | 11         | 2           | 16      | 51     |
| Starts                   | 8      | 32     | 15         | 2           | 17      | 74     |
| Stand: 31. Dezember 2021 |        |        |            |             |         |        |

### Weltmeisterschaften
Ergebnisse bei Biathlon-Weltmeisterschaften
| Weltmeisterschaft | Weltmeisterschaft | Einzel | Sprint | Verfolgung | Massenstart | Staffel | Mixedstaffel | Single-Mixedstaffel |
| Jahr              | Ort               | Einzel | Sprint | Verfolgung | Massenstart | Staffel | Mixedstaffel | Single-Mixedstaffel |
| ----------------- | ----------------- | ------ | ------ | ---------- | ----------- | ------- | ------------ | ------------------- |
| 2015              | Kontiolahti       | 36.    | 36.    | 25.        | –           | 5.      | –            |                     |
| 2016              | Oslo              | 9.     | 13.    | 14.        | 16.         | 5.      | –            |                     |
| 2017              | Hochfilzen        | 20.    | –      | –          | –           | 2.      | –            |                     |

### Olympische Winterspiele
Ergebnisse bei Olympischen Winterspielen:
| Olympische Winterspiele | Olympische Winterspiele | Einzel | Sprint | Verfolgung | Massenstart | Staffel | Mixedstaffel |
| Jahr                    | Ort                     | Einzel | Sprint | Verfolgung | Massenstart | Staffel | Mixedstaffel |
| ----------------------- | ----------------------- | ------ | ------ | ---------- | ----------- | ------- | ------------ |
| 2018                    | Pyeongchang             | –      | 73.    | –          | –           | 11.     | 7.           |